# Terri Irwin
Pour les articles homonymes, voir Irwin.
Terri Irwin, née le 20 juillet 1964 à Eugene, est une animatrice de télévision australienne et une propriétaire du Zoo de Queensland.

## Biographie
Elle est née à Eugene, dans l'État américain de l'Oregon. En 1986, elle ouvre un centre de réhabilitation pour les ours, les renards et les cougars. 
Son mari est Steve Irwin.
Travaillant comme technicien vétérinaire, elle a parcouru toute l'Australie. Connue pour avoir participé aux émissions de son défunt mari Steve Irwin, elle tient un rôle principal dans The Croc Diaries. Elle est membre de l'ordre d'Australie.[réf. nécessaire]
Fin 2006, Terri Irwin a été invitée au Royal Albert Hall pour remettre une distinction honorifique à David Attenborough lors des National Television Awards.
En 2010, elle défend la réserve naturelle (qu'elle a héritée de son mari) contre un projet d'exploitation minière à proximité.
En 2023, elle est intronisée au Queensland Business Hall of Fame.